# ATP Challenger San Benedetto del Tronto
Das ATP Challenger San Benedetto del Tronto (offizieller Name: San Benedetto Tennis Cup) war ein Tennissandplatzturnier der ATP Challenger Tour, das seit dem Jahr 2001 in San Benedetto del Tronto, Italien, stattfand. Das Freiplatzturnier wurde 2002 sowie von 2005 bis 2007 nicht ausgetragen; seither war es jedoch wieder fester Bestandteil des Turnierkalenders der Challenger Tour. Bereits 1981 und 1982 fand das Turnier bereits an gleicher Stelle statt. Federico Gaio gewann 2016 den Titel in Einzel und Doppel und gewann damit als einziger Spieler das Turnier mehr als einmal. Zu Anfang des Turniers gewann Adriano Panatta ebenso beide Konkurrenzen.

## Liste der Sieger

### Einzel
| Jahr                         | Sieger               | Finalgegner             | Ergebnis          |
| ---------------------------- | -------------------- | ----------------------- | ----------------- |
| 2023                         | Benoît Paire         | Richard Gasquet         | 4:6, 6:1, 6:1     |
| 2022                         | Raul Brancaccio      | Andrea Vavassori        | 6:1, 6:1          |
| 2020–2021: nicht ausgetragen |                      |                         |                   |
| 2019                         | Renzo Olivo          | Alessandro Giannessi    | 5:7, 7:64, 6:4    |
| 2018                         | Daniel Elahi Galán   | Sergio Gutiérrez Ferrol | 6:2, 3:6, 6:2     |
| 2017                         | Matteo Berrettini    | Laslo Đere              | 6:3, 6:4          |
| 2016                         | Federico Gaio        | Constant Lestienne      | 6:2, 1:6, 6:3     |
| 2015                         | Albert Ramos Viñolas | Alessandro Giannessi    | 6:2, 6:4          |
| 2014                         | Damir Džumhur        | Andreas Haider-Maurer   | 6:3, 6:3          |
| 2013                         | Andrej Martin        | João Sousa              | 6:4, 6:3          |
| 2012                         | Gianluca Naso        | Andreas Haider-Maurer   | 6:4, 7:5          |
| 2011                         | Adrian Ungur         | Stefano Galvani         | 7:5, 6:2          |
| 2010                         | Carlos Berlocq       | Daniel Gimeno Traver    | 6:3, 4:6, 6:4     |
| 2009                         | Fabio Fognini        | Cristian Villagrán      | 6:75, 7:62, 6:0   |
| 2008                         | Máximo González      | Diego Junqueira         | 6:4, 7:65         |
| 2005–2007: nicht ausgetragen |                      |                         |                   |
| 2004                         | Daniele Bracciali    | Cristian Villagrán      | 7:63, 6:1         |
| 2003                         | Stan Wawrinka        | Salvador Navarro        | 6:1, 4:6, 6:4     |
| 2002                         | nicht ausgetragen    | nicht ausgetragen       | nicht ausgetragen |
| 2001                         | Marzio Martelli      | Salvador Navarro        | 6:4, 6:2          |
| 1983–2000: nicht ausgetragen |                      |                         |                   |
| 1982                         | Željko Franulović    | Ilie Năstase            | 6:4, 6:1          |
| 1981                         | Adriano Panatta      | Corrado Barazzutti      | 6:3, 6:2          |

### Doppel
| Jahr                         | Sieger                                 | Finalgegner                             | Ergebnis            |
| ---------------------------- | -------------------------------------- | --------------------------------------- | ------------------- |
| 2023                         | Fernando Romboli Marcelo Zormann       | Diego Hidalgo Cristian Rodríguez        | 6:3, 6:4            |
| 2022                         | Wladyslaw Manafow Oleh Prychodko       | Fábián Marozsán Lukáš Rosol             | 4:6, 6:3, [12:10]   |
| 2020–2021: nicht ausgetragen |                                        |                                         |                     |
| 2019                         | Ivan Sabanov Matej Sabanov             | Sergio Galdós Juan Pablo Varillas       | 6:4, 4:6, [10:5]    |
| 2018                         | Julian Ocleppo Andrea Vavassori        | Sergio Galdós Federico Zeballos         | 6:3, 6:2            |
| 2017                         | Carlos Taberner Pol Toledo Bagué       | Flavio Cipolla Adrian Ungur             | 7:5, 6:4            |
| 2016                         | Federico Gaio Stefano Napolitano       | Facundo Argüello Sergio Galdós          | 6:3, 6:4            |
| 2015                         | Dino Marcan Antonio Šančić             | César Ramírez Miguel Ángel Reyes Varela | 6:3, 6:710, [12:10] |
| 2014                         | Daniele Giorgini Potito Starace        | Hugo Dellien Sergio Galdós              | 6:3, 6:73, [10:5]   |
| 2013                         | Pierre-Hugues Herbert Maxime Teixeira  | Alessandro Giannessi João Sousa         | 6:4, 6:3            |
| 2012                         | Brydan Klein Dane Propoggia            | Stefano Ianni Gianluca Naso             | 3:6, 6:4, [12:10]   |
| 2011                         | Alessio di Mauro Alessandro Motti      | Daniele Giorgini Stefano Travaglia      | 7:65, 4:6, [10:7]   |
| 2010                         | Thomas Fabbiano Gabriel Trujillo Soler | Francesco Aldi Daniele Giorgini         | 7:64, 7:65          |
| 2009                         | Stefano Ianni Cristian Villagrán       | Niels Desein Stéphane Robert            | 7:63, 1:6, [10:6]   |
| 2008                         | Paolo Lorenzi Júlio Silva              | Cătălin-Ionuț Gârd Max Raditschnigg     | 6:3, 7:5            |
| 2005–2007: nicht ausgetragen |                                        |                                         |                     |
| 2004                         | Daniele Bracciali Giorgio Galimberti   | Andrés Dellatorre Nicolás Todero        | 6:4, 7:5            |
| 2003                         | Todd Perry Thomas Shimada              | Daniele Giorgini Simone Vagnozzi        | 6:3, 6:4            |
| 2002                         | nicht ausgetragen                      | nicht ausgetragen                       | nicht ausgetragen   |
| 2001                         | Leonardo Azzaro Stefano Galvani        | Stephen Huss Lee Pearson                | 3:6, 7:67, 6:4      |
| 1983–2000: nicht ausgetragen |                                        |                                         |                     |
| 1982                         | Ilie Năstase Florin Segărceanu         | Gianni Marchetti Enzo Vattuone          | 5:7, 7:6, 7:6       |
| 1981                         | Paolo Bertolucci Adriano Panatta       | Marco Alciati Mike Barr                 | 6:4, 6:3            |